# Falukorv
Il falukorv è un insaccato tradizionale svedese considerato dalla maggior parte degli svedesi come uno dei piatti nazionali.
Nel dicembre 2001, a livello europeo, il falukorv è stato riconosciuto specificità tradizionale garantita (STG)..

## Composizione e uso
Esso viene prodotto con un impasto di carni bovine, equine e/o suine crude e fecola di patate (unico agente legante).
Con un diametro maggiore di 45 mm, il falukorv, viene tagliato in fette dello spessore di un centimetro e fritta per il pranzo o la cena: in alcune parti della Svezia, si consuma anche fuori pasto in panini imbottiti.
Ha un sapore di affumicato, speziato e salato.